# Хлопавка (кінематограф)

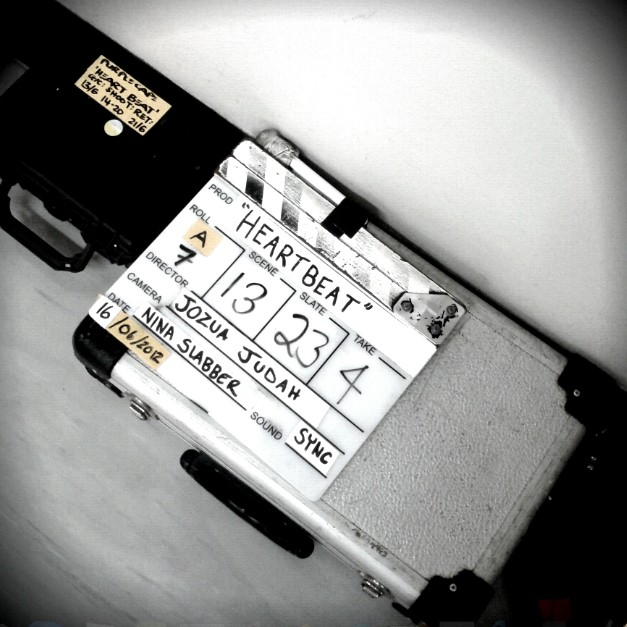

Хлопавка[джерело?] (англ. slate board, clapper, clapboard і ще близько десятка позначень) — інструмент, застосовуваний при зйомці кіно- і телефільмів для синхронізації зображення і звука. Крім того, хлопавка використовується для систематизації відзнятого матеріалу і записаних фонограм, позначаючи номери знятих сцен і дублів.
У вітчизняному кінематографі радянського періоду роботу з хлопавкою та облік знятих сцен вів помічник режисера. Сучасна технологія виробництва передбачає для цієї мети другого асистента оператора (англ. Second Camera Assistant).

## Опис

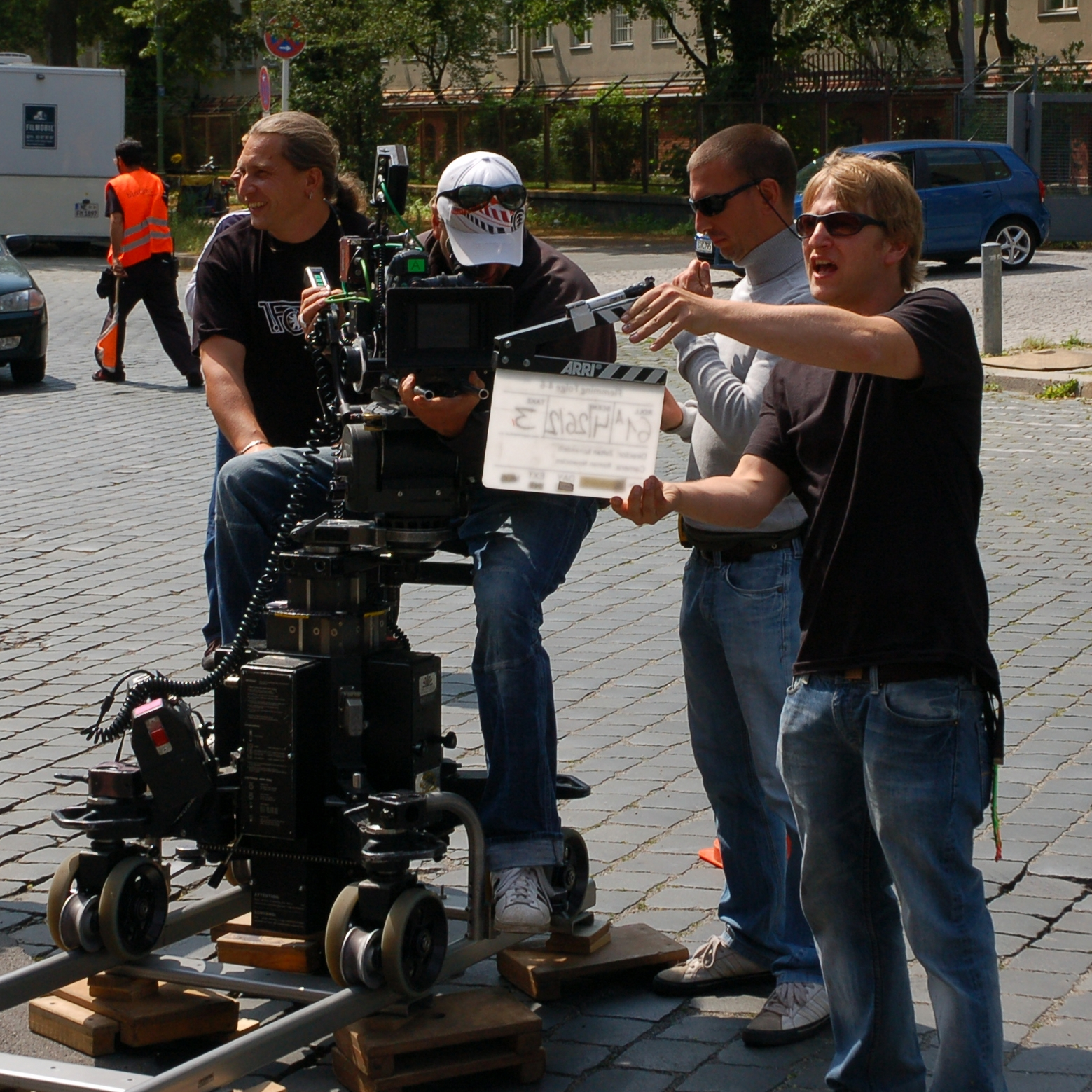
Асистент оператора тримає хлопавку перед камерою

Для зйомки кожного фільму на одну або кілька дощок, які використовуються для роботи, наноситься постійний напис з робочою назвою картини.
Перед зйомкою кожної сцени під цим написом пишеться номер монтажного кадру і дубля, а також інша службова інформація, яка може включати прізвище режисера, оператора, номера емульсії кіноплівки і касет, використаний об'єктив, світлофільтри та інші технічні параметри. Останнє необхідно для визначення оптимальних параметрів подальшої кольорокорекції й причин браку у разі його виникнення.
Під час зйомки кожного дубля, після запуску кінознімального апарата (команда «Мотор!») і звукового сигналу про початок синхронного ходу камери і звукозаписних пристроїв, асистент поміщає хлопавку з написами перед об'єктивом і чітко вимовляє основні дані про номер сцени і дубля вголос, після чого робить один хлопок і прибирає дошку з кадру. У результаті номера кадру і дубля виявляються записаними на фонограмі та зображенні.
При наступній синхронізації плівок із зображенням і звуком на звукомонтажному столі, кадр з відзнятим моментом удару хлопавки й звук її клацання на фонограмі поєднуються. Запис номерів кадру і дубля дозволяє підібрати відповідні один одному відрізки кіноплівки і частину вихідної фонограми, запобігаючи плутанині. При німій зйомці зображення хлопавки знімається для систематизації відзнятого матеріалу. У цьому випадку хлопок не проводиться, а замість цього рука поміщається поверх або між частинами дошки.
Хлопавка складається з двох частин: дошки для позначення крейдою інформації про сцени, що знімаються, й прикріпленого на шарнірі бруска для створення звуку. На зорі звукового кіно один чоловік тримав дошку з найменуванням сцени, а другий чоловік видавав хлопок за допомогою двох палиць, з'єднаних шарніром. Об'єднання цих двох пристроїв в один дозволило одній людині без проблем справлятися з обома завданнями. Традиційно хлопавка виготовлялася з дерев'яної дошки й прикріпленого на шарнірі бруска. У наші дні дві з'єднані шарніром дерев'яні палички прикріплюються поверх білої дошки або дошки з акрилового скла, що дозволяє обійтися без додаткового освітлення з боку камери. Іноді використовується вбудоване підсвічування. Існують хлопавки з індикатором тимчасового коду на цифровому світлодіодному дисплеї, які синхронізуються від будь-якого джерела, наприклад, камери. Ляскаючі палички традиційно застосовують контрастну діагональну смужку для оптимальної видимості на негативі зображення.
Сучасні технології дозволяють робити синхронізацію зображення і звуку без використання хлопавки: за стартовими позначками або за тимчасовим кодом SMPTE. Проте згодом може бути важко систематизувати відзнятий матеріал без використання дошки з написами. Тому дошка з хлопавкою використовується досі, виконуючи функції розмітки відзнятого матеріалу за сценами, дублями й іншими параметрами.
При традиційній «оптичній» технології кіновиробництва використовувалися чорна дошка та біла крейда для написів. Цифрова технологія Digital Intermediate допускає застосування білої дошки і чорного маркера. Пояснюється це тим, що на негативі напис крейдою виглядає темними на світлому фоні, що зручно при відборі відрізків для склеювання кіноплівки. Сучасний цифровий монтаж відбувається без фізичного склеювання кіноплівки після її сканування. Останнім часом ще частіше використовується готове зображення, зняте цифровою кінокамерою, і в обох випадках при монтажі йде робота з позитивним зображенням на моніторі, тому біла дошка c чорними літерами зручніше.

## См. також
- Синхронна зйомка
- Кінопрофесії
- Знімальна група